# Naspur
Naspur é uma vila no distrito de Adilabad, no estado indiano de Andhra Pradesh.

## Geografia
Naspur está localizada a 18° 50′ N, 79° 27′ L. Tem uma altitude média de 134 metros (439 pés).

## Demografia
Segundo o censo de 2001, Naspur tinha uma população de 14 746 habitantes. Os indivíduos do sexo masculino constituem 52% da população e os do sexo feminino 48%. Naspur tem uma taxa de literacia de 58%, inferior à média nacional de 59,5%: a literacia no sexo masculino é de 66% e no sexo feminino é de 49%. Em Naspur, 12% da população está abaixo dos 6 anos de idade.